# Carl Wilhelm Salgé
Carl Wilhelm Salgé, död 1832 i Finland, var en svensk  cellist.

## Biografi
Carl Wilhelm Salgé var från 1805 till 1 september 1807 anställd som cellist vid Kungliga Hovkapellet. Han gifte sig 15 juli 1810 i Åbo med Eva Charlotta Petrell (född Lemberg). Salgé anställdes åter 1 oktober 1822 som cellist vid hovkapellet och avslutade tjänsten där 31 december 1823. Han avled 1832 i Finland.